# Здание городской думы (Даугавпилс)
Здание Даугавпилсской городской думы — здание городской думы Даугавпилса. Расположено в историческом центре Даугавпилса по адресу ул. Кр. Валдемара (бывшая Шильдеровская), 1, возле дамбы у Даугавы.

## История
Здание Думы построено в 1889 году, как здание Дивизионного собрания. На первом этаже располагались мастерские, учебный полк, канцелярия. На втором этаже здания располагался зал для мероприятий, комната для игры в карты, буфет. В этом здании часто читались лекции, рефераты. Проводились концерты.
Во время Первой Латвийской республики в здании располагалась городская управа. В Советское время — Горком партии. С 1991 года в этом здании располагается городская дума.
До войны перед зданием находилась небольшая площадь, вымощенная брусчаткой. Позднее на месте площади создали сквер, который и сейчас находится там. Сквер имеет форму треугольника.
- В 1986—1987 годах к зданию была пристроена 3-х этажная пристройка, которая по стилю напоминает историческое 2-х этажное здание.
- В Советское время и до 1994 года в подвале располагался городской архив. После 1994 года он был переведён в городскую крепость.
- В августе-сентябре 2008 года была проведена реконструкция крыши здания, после которой она приобрела свой исторический вид.

## Здание сегодня
В здании расположены кабинеты депутатов Городской Думы и кабинет мэра (с 2013 года — Янис Лачплесис). Кроме этого в здании располагаются комитеты и комиссии, 2 конференц-зала, выставочный зал, кафе. На первом этаже находится информационное бюро Городской Думы.